# Abismo e Carnaval
Abismo e Carnaval é o décimo álbum de estúdio do cantor brasileiro Rogério Skylab; a primeira parte de sua assim chamada "Trilogia dos Carnavais". Foi lançado de forma independente em 2012. Contrastando com a sonoridade rock dos lançamentos anteriores de Skylab, os três álbuns da Trilogia dos Carnavais enveredam por uma direção mais suave e menos experimental, influenciada por gêneros tipicamente brasileiros como samba, bossa nova e MPB, e pelo movimento tropicalista.
O pioneiro da MPB Jorge Mautner foi um músico convidado, sendo coautor e cedendo vozes adicionais à faixa "Palmeira Brasileira".
O álbum pode ser baixado gratuitamente no site oficial de Skylab.

## Recepção
O álbum recebeu críticas positivas após seu lançamento; escrevendo para o Território da Música, Edi Fortini o classificou com 3 estrelas de 5, comentando que "pode parecer um pouco estranho a princípio se [você] estiver acostumado aos discos anteriores de Skylab", mas que "este estranhamento gradualmente desaparece" e que, "no fim, o músico atinge a união perfeita entre ritmo e letra". Ela particularmente elogiou as faixas "Um Acorde Imperfeito", "Só", "Eu Sou uma Pedra" e "Equivocidade".

## Faixas
Todas as faixas escritas e compostas por Rogério Skylab, com exceção de "Palmeira Brasileira", por Skylab e Jorge Mautner. 
| N.º | Título                                      | Duração |  |
| 1.  | "Abismo e Carnaval"                         | 3:20    |  |
| 2.  | "Sem Saída"                                 | 3:48    |  |
| 3.  | "Um Acorde Imperfeito"                      | 2:58    |  |
| 4.  | "Palmeira Brasileira" (part. Jorge Mautner) | 4:36    |  |
| 5.  | "Seca e Capim"                              | 3:51    |  |
| 6.  | "Empadinha de Camarão"                      | 3:29    |  |
| 7.  | "Se Fosse Impossível a Canção"              | 3:55    |  |
| 8.  | "Só"                                        | 5:28    |  |
| 9.  | "Num Banco da Praça"                        | 5:09    |  |
| 10. | "Baleia de Aquário"                         | 4:15    |  |
| 11. | "Eu Sou uma Pedra"                          | 2:21    |  |
| 12. | "Equivocidade"                              | 3:58    |  |

## Créditos
- Rogério Skylab – vocais, produção
- Luizinho Dias – saxofone soprano, saxofone tenor
- Chico Dafé – bateria, percussão
- Lúcio Dário – baixo
- Conjunto Camerato – sexteto de cordas
- Jorge Mautner – voz adicional (faixa 4)
- Luiz Antônio Gomes – mixagem, masterização
- Solange Venturi – arte de capa